# Prefix telefonic 602 (Statele Unite ale Americii)
Harta de alături este interactivă; dacă plasați cursorul pe o anumită zonă a unui prefix telefonic, puteți accesa direct pagina dedicată acelui prefix (dacă aceasta există).

Prefixul telefonic 602 nord-american face parte din cele folosite în Canada și Statele Unite ale Americii fiind unul din cele cinci prefixe telefonice (alături de 480, 520, 623 și 928) folosite în statul Arizona.
Prefixul 602 a fost unul din prefixele originare desemnate în octombrie 1947.  A acoperit pentru o lungă perioadă de timp întreg statul Arizona, dar, datorită creșterii explozive a populației statului (și mai ales a celei comitatului Maricopa) a fost divizat succesiv, la începutul anilor 1990, până a ajuns să acopere doar o parte a zonei metropolitane a orașului Phoenix.  Astfel
- la 19 martie 1995 a fost creat prefixul telefonic 520 pentru restul statului Arizona cu excepția Zonei Metropolitane Phoenix.
- la 11 aprilie 1999, prefixul telefonic 602 a fost în continuare divizat în alte trei prefixe
  - partea centarală, respectiv părțile central-estică și central-vestică a Phoenix-ului metropolitan a continuat să rămână cu prefixul 602;
  - în partea sa estică, începând cu strada a 56-a, incluzând zonele sub-urbane numite East Valley Suburbs, respectiv orașul Paradise Valley (care se întinde spre vest până la strada a 32-a) au devenit parte a prefixului telefonic 480, la care s-a adăugat zona aflată la sud de Union Hills, respectiv la est de demarcația 2.000 East Grid.
  - zonele aflate la vest de al 39-lea bulevard, Indian School Road, la vest de cel de-al 63-lea bulevard, la sud de I-10 au devenit prefixul telefonic 623, împreună cu partea aflată la nord de Union Hills, respectiv la vest de demarcația 2.000 East Grid.
- Tot atunci, prefixul 520 a fost divizat în prefixele 
  - 928, în nordul statului Arizona, respectiv
  - 520, în sudul statului.

| Prefixele telefonice ale statului american Arizona sunt 480, 520, 602, 623 și 928. | Prefixele telefonice ale statului american Arizona sunt 480, 520, 602, 623 și 928. | Prefixele telefonice ale statului american Arizona sunt 480, 520, 602, 623 și 928. |
| ---------------------------------------------------------------------------------- | ---------------------------------------------------------------------------------- | ---------------------------------------------------------------------------------- |
|                                                                                    | Nord 480                                                                           |                                                                                    |
| Vest 623                                                                           | 602                                                                                | Est 480                                                                            |
|                                                                                    | Sud 480, 520                                                                       |                                                                                    |